# Kad trube utihnu
Kad trube utihnu (eng. When Trumpets Fade) je ratni film američkog režisera Johna Irvina iz 1998.
Prikazuje završnu fazu 2. svjetskog rata; radnja je smještena u Hürtgenwald, na njemačko-belgijskoj granici, gdje su američka vojska i Wehrmacht od rujna 1944. do veljače 1945. vodili niz krvavih bitaka koje su rezultirale desecima tisuća mrtvih i Pirovom pobjedom Amerikanaca.  
Antijunak filma je redov Manning koji se u borbi drži po strani i jedini mu je cilj preživjeti;  to mu donese prijezir od strane suboraca, ali ga i održava na životu.  Kada nakon neuspješnog napada ostane jedini preživjeli iz svojeg odreda, biva protiv svoje volje promaknut u čin vodnika kojim dobiva odgovornost za živote neiskusnih i zbunjenih novaka.  Manning nevoljko izvršava sve opasnije naredbe i nada se da će ga prebaciti na Sekciju 8, tj. otpustiti kao mentalno nesposobnog za borbu.
Film je napravljen u televizijskoj produkciji HBO-a s relativno niskim budžetom, ali je dobio uglavnom pozitivne kritke.  Hvaljen je realistični prikaz brutalnosti rata bez patetike i političkih poruka, te psihološka karakterizacija likova koji nemaju junačkih odlika kao u brojnim drugim filmovima slične tematike.  Neki kritičari su ga čak smatrali boljim od popularnog Spašavanja vojnika Ryana koji je dovršen nedugo nakon Irvinovog filma.